# Флауна
Флауна (грец. Φλαούνες) — традиційна кіпрська великодня випічка з начинкою з місцевих сирів, часто в начинку додають родзинки та м'яту, а зверху флаунес посипають кунжутним насінням. Флауна (тур. Flaounes) готують і турки-кіпріоти, здебільшого, під час рамадану.

## Історія та традиції
Флауна можуть бути будь-якої форми — круглі, квадратні або трикутні. Традиційно ці пиріжки печуть у Чистий четвер всією сім'єю або навіть всією громадою. Флауна для кіпріотів те ж саме, що для слов'ян паски, їх їдять на Великдень і протягом усього Великоднього тижня.
У Книзі рекордів Гіннесса зафіксовано, що найбільший флауна був приготовлений 11 квітня 2012 року в Лімасолі, його довжина була 2 м 45 см, ширина 1 м 24 см і вага 259,5 кг.

## Приготування
По можливості флауна випікають у традиційних кіпрських печах фурно або у звичайній духовці, але пиріжки приготовані у печі мають особливий аромат. Особливі спеції махлепі та мастика надають пиріжкам автентичного смаку, як і місцеві кіпрські сири. Найважливіше це, звичайно ж, начинка і її приготуванню приділяється особливе значення. Начинку готують заздалегідь, як мінімум за добу до випікання змішують сир, борошно, яйця, дріжджі і залишають підніматися в холодильнику, а ось спеції та родзинки, для збереження аромату, додають перед приготуванням.